# .la
.la – domena internetowa przypisana dla stron internetowych z Laosu. Została utworzona 14 maja 1996. Zarządza nią Lao National Internet Center.